# Virgin Group
Virgin Group Ltd. est un groupe industriel anglais qui a été créé par Richard Branson et Nik Powell en février 1970. Avec une stratégie inspirée des Keiretsu, il opère dans des secteurs très diversifiés comme les médias, les transports ou le divertissement.

## Composition du groupe
Parmi les sociétés du groupe, on peut citer :
- Virgin Active (club de sport présent dans plusieurs pays)
- Virgin Atlantic (compagnie aérienne transatlantique à hauteur de 20 %)
- Virgin Australia (compagnie aérienne australienne à bas prix)
- Virgin Trains (société ferroviaire)
- Virgin Samoa (compagnie aérienne samoienne à bas prix)
- Virgin Mobile (société de contenu téléphonique)
- Virgin Megastore (chaîne de magasins de disques)
- Virgin Hotels (chaîne d'hôtels)
- Virgin Money
- Virgin Drinks (marque de boissons)
- Virgin Galactic (société ayant pour but de développer le tourisme spatial dans les prochaines années)
- Virgin Limited Edition (groupe hôtelier comprenant 8 hôtels de luxe)
- Virgin Metropolitan (société cinématographique de film d'épouvante)
- Virgin Oceanic (exploration sous-marine à but scientifique)
- Virgin Books (maison d'édition)
- Virgin Hyperloop one (société développant le moyen de transport du même nom)
- Envision Virgin Racing (équipe de course automobile)
- Virgin Bet (application de paris sportif)
- Virgin Care (clinique privée)
- Virgin Connect (télécommunication)
- Virgin Holidays (agence de voyages)
- Virgin Pure (système de distribution d'eau)
- Virgin Wines (vente de vin)
- Virgin Radio ( anciennement Virage Radio)

Parmi les anciennes sociétés du groupe, on peut citer :
- Virgin Cinema, racheté par UGC en 1999
- Virgin Radio, racheté par Scottish Radio Group au Royaume-Uni.
- Virgin Records, racheté par EMI en 1992.
- Virgin Express (compagnie aérienne à bas prix, basée à Bruxelles devenue Brussels Airlines après une fusion avec SN Brussels Airlines en 2006)
- Virgin America (compagnie aérienne à bas prix américaine, vendu à Alaska Airlines en 2016)
- V2 Records, racheté par Universal Music Group en 2007.
- Ouï FM (la radio rock parisienne), rachetée par Arthur.
- Virgin 17, rachetée par le Groupe Bolloré, renommée Direct Star devenu ensuite D17 puis CStar après le rachat du Groupe Canal+.
- Virgin Interactive (édition de jeux vidéo), rachetée par Titus Interactive, renommée Avalon Interactive.
- Virgin Media (fournisseur d'accès à internet)
- Virgin Ware (prêt-à-porter)[5]
- Virgin Orbit (société de mise en orbite de petits satellites)

Utilisation de la marque Virgin :
- Virgin Radio, par Lagardère SCA en France, en remplacement de la radio Europe 2. Europe 2 TV a été renommée en Virgin 17 le 1er janvier 2008.
- Virgin Fibra, société de télécommunications italienne fondée en août 2020.

En février 2007, Richard Branson annonce qu'il souhaite créer en Grande-Bretagne une banque "mutualiste" de sang de cordon ombilical au sein du groupe Virgin. Le prélèvement et le stockage seraient payants, mais l'utilisation ne serait pas limitée au seul usage thérapeutique personnel, étant disponible au sein d'une banque de greffon publique.

### Implication en sport automobile
Au milieu de la saison de Formule 1 2007, Virgin devient un des commanditaires de la petite écurie Super Aguri-Honda et Richard Branson dévoile son intérêt pour la Formule 1. En février 2009, Virgin est évoqué pour le rachat de l'équipe Honda Racing qui quitte la compétition. Finalement, Virgin devient, à l'ouverture de la saison 2009, sponsor principal de Brawn GP, l'équipe issue du rachat de Honda par Ross Brawn. Rachetée à l'euro symbolique, elle parvient sur le fil à s'aligner pour la saison avec une voiture dépourvue de sponsors, à l'exception de Virgin. Lors du développement de la machine, Ross Brawn et ses équipes décident de se tourner vers un système de double-diffuseur qui va faire le succès de l'écurie. Elle remporte plusieurs Grands Prix en début de saison grâce à la trouvaille, ce qui lui permet de remporter le championnat pilotes et constructeurs avant d'être rachetée par Mercedes. Après cette expérience remplie de succès comme commanditaire, qu'il avait annoncé ne pas vouloir poursuivre en 2010 de peur de voir les montants demandés explosés après les bons résultats, Richard Branson se voit bien posséder sa propre écurie. C'est ainsi que Virgin rachète 20% des parts de l'écurie Manor Grand Prix, qui doit s'engager en championnat du monde lors de la saison à venir. Finalement, il est annoncé que l'écurie roulera sous le nom Virgin Racing.
Après des résultats catastrophiques lors la première année, 17 abandons et dernière place du championnat du monde des constructeurs, le constructeur automobile russe Marussia Motors, qui était jusqu'ici commanditaire principal de l'équipe, s'investit au capital à hauteur de 40%. Roulant désormais sous licence russe, et non plus britannique, et avec le nom "Marussia Virgin Racing", les résultats ne s'améliore pas, même si les abandons deviennent plus rares. A la fin de la saison, Marussia acquiert le reste de l'équipe et la renomme Marussia F1 Team en vue de la saison 2012. Cela marque la fin de l'engagement du Groupe Virgin en Formule 1, qui aura duré 5 ans, d'abord comme commanditaire puis propriétaire d'écurie pendant 2 saisons.
En 2014, l'écurie fait son retour en sport automobile dans le nouveau championnat de Formule E, compétition de monoplace entièrement électrique. L'écurie réalise une bonne première saison, marquée par 2 victoires et une 5e place finale au championnat par équipes. Pour 2015-2016, Virgin signe un partenariat avec le constructeur automobile français DS Automobiles, qui fournira le moteur, et l'écurie est renommée "DS Virgin Racing". Avec 1 victoire, 4 podiums et 3 pole positions, l'équipe termine sur le podium du championnat à la troisième place. Les deux saisons qui suivent, en 2016-2017 et 2017-2018, les résultats sont du même acabit avec une 4e et une 3e place au championnat ainsi que 4 victoires, 12 podiums et 2 pole positions. Pour la saison 2018-2019, qui marque l'arrivée de la deuxième génération de voitures, DS Automobiles quitte le navire et Virgin revend une majorité des parts de son écurie au géant chinois de la production d'éolienne Envision Energy. L'écurie, qui roule désormais sous le nom "Envision Virgin Racing" avec un moteur Audi, réalise une saison semblable aux précédentes avec 3 victoires, 6 podiums et 1 pole position et termine à nouveau à la troisième place du championnat par équipes. Pour 2019-2020, l'écurie démarre parfaitement la saison par la victoire mais ne décrochera ensuite que trois autres podiums. Elle termine le championnat à la quatrième du classement des équipes. La saison 2020-2021 est marquée par le départ du pilote Sam Bird, présent dans l'équipe de la première saison de la Formule E. Sur la piste, l'écurie décroche 4 podiums et 3 pole positions mais, pour la première fois, ne réussit pas à remporter une course. L'écurie se maintient tout de même à la cinquième du classement par équipes. Quelques mois après la fin de la saison, Virgin annonce son départ de la discipline et la vente du reste de ses parts à Envision Energy, qui renomme l'écurie "Envision Racing Formula E Team" en vue de la saison 2021-2022. Virgin aura participé aux sept premières saisons du championnat électrique de la FIA, accumulant 11 victoires, 33 podiums, 9 pole positions et 3 podiums au classement par équipes.